# A Soldier's Story
Pour plus de détails, voir Fiche technique et Distribution.
A Soldier's Story est un film américain réalisé par Norman Jewison, sorti en 1984.

## Synopsis
En 1944, dans une base militaire du sud des États-Unis composée exclusivement de soldats noirs mais dont les officiers sont blancs, un sergent noir est assassiné. On pense immédiatement à un crime commis par le KKK ou un « red-neck », un pauvre blanc. Washington envoie un capitaine noir – juriste – enquêter ce qui provoque quelques remous chez les officiers mais beaucoup de fierté chez les troufions. 
Ceux-ci comprennent très vite que le « yes, sir » est de rigueur avec lui aussi. Au cours de son enquête construite sur des flash-back, le capitaine découvre que ce sergent avait honte de la plupart de ses hommes, des « oncles Tom » comme il disait, trop doux, trop blagueurs, trop musiciens, trop doués en baseball et qu'il persécutait particulièrement celui qui correspondait le plus à ces stéréotypes. Un homme détestable détestant lui-même sa négritude. Le meurtre a été commis par un simple soldat révulsé par la mentalité et le comportement de son sergent et non par un Blanc ni par le Klan.
À la fin du film, ce régiment est appelé à combattre en Europe.

## Fiche technique
- Titre : A Soldier's Story
- Réalisation : Norman Jewison
- Scénario : Charles Fuller d'après sa pièce de théâtre
- Production : Norman Jewison, Patrick J. Palmer, Chiz Schultz et Ronald L. Schwary
- Société de production : Columbia Pictures
- Musique : Herbie Hancock
- Photographie : Russell Boyd
- Montage : Caroline Biggerstaff et Mark Warner
- Pays d'origine : États-Unis
- Format : Couleurs - 1,85:1 - Dolby
- Genre : Policier, drame et guerre
- Durée : 101 minutes
- Date de sortie : 1984

## Distribution
- Howard E. Rollins Jr. (VF : Richard Darbois) : le capitaine Davenport
- Adolph Caesar (VF : Georges Aminel) : M / le sergent Waters
- Art Evans (VF : Med Hondo) : Pvt. Wilkie
- David Alan Grier : le caporal Cobb
- David Harris (en) (VF : Luq Hamet) : Pvt. Smalls
- Dennis Lipscomb (VF : Roger Carel) : le capitaine Charles Taylor
- Larry Riley (VF : Tola Koukoui) : C.J. Memphis
- Robert Townsend (VF : Greg Germain) : le caporal Ellis
- Denzel Washington (VF : Hervé Bellon) : Pfc. Peterson
- William Allen Young (VF : Emmanuel Gomès Dekset) : Pvt. Henson
- Patti LaBelle : Big Mary
- Wings Hauser (VF : Patrick Floersheim) : le lieutenant Byrd
- Trey Wilson (VF : Marc de Georgi) : le colonel Nivens
- Scott Paulin (VF : Georges Poujouly) : le capitaine Wilcox

## Analyse
Sur bien des points on trouve des similitudes avec Dans la chaleur de la nuit et on y voit le jeune Denzel Washington en intellectuel révolté et insoumis.

## Distinctions
- Prix Edgar-Allan-Poe du meilleur scénario
- Prix d'or au Festival international du film de Moscou en 1985.